# 554

## Události
V bitvě u Casilina se byzantskému vojevůdci, Narsovi, podařilo zničit franskou armádou.

## Vědy a umění
- V Bamjánu postavena větší ze dvou soch stojícího Buddhy.

## Úmrtí
- Agila král Visigótů

## Hlavy států
- Papež – Vigilius (537–555)
- Byzantská říše – Justinián I. (527–565)
- Franská říše
  - Soissons – Chlothar I. (511–561)
  - Paříž – Childebert I. (511–558)
  - Remeš – Theobald (548–555)
- Anglie
  - Wessex – Cynric (534–560)
  - Essex – Aescwine (527–587)
- Perská říše – Husrav I. (531–579)
- Vizigóti – Agila (549–554)